# Séisme de 2008 au Svalbard
Le séisme au Svalbard, en date du 21 février 2008, est le deuxième tremblement de terre le plus puissant mesurée en Norvège. NORSAR mesuré à 6,2 Mw.
Le centre du séisme a été mesuré à environ 139 km à l'est-sud-est de Longyearbyen (77,11°N 18,41°E), à environ 10 km de la terre la plus proche. Il a d'abord été enregistré à 03.46, heure locale. Le précédent grand tremblement de terre dans la même région s'est produit le 18. Janvier 1976 avec une magnitude de 5.5.
Le tremblement de terre n'a pas fait de blessés.